# Frederic Raurell
Frederic Raurell i Ges (Barcellona, 1930 – 21 dicembre 2023) è stato un presbitero spagnolo.
È dottore in teologia e laureato in scienze bibliche e semitiche.

## Biografia
Nacque a Barcellona nel 1930, professore presso la scuola dei Cappuccini di Sarrià, di esegesi e di ermeneutica alla Pontificia Università Antonianum e alla Facoltà di Teologia della Catalogna. È fondatore dell'Associazione Biblica della Catalogna, dell'International Organization for the Study of the Old Testament e dell'International Organization for Septuagint and Cognate Studies. Collaborò alla revisione della Bibbia, per conto della Fondazione Biblica Catalana e ai Commentari dell'Officio di lettura. Fu inoltre, condirettore di "Estudios Eclesiásticos”. Frederic Raurell ha pubblicato numerosi studi.
Egli ha anche fatto degli studi sul tema francescano, storico ed spirituale. Ultimamente egli ha anche fatto delle ricerche sulla sua propria famiglia, su Sarrià, e sulla Guerra civile spagnola.

## Opere
Ha pubblicato numerosi libri e articoli Tra cui i più importanti sono : 
- Ètica de Job i llibertat de Déu. Revista Catalana de Teologia, 4. 1979. 5-24.[2]
- Del text a l’existència (1980). (CA)
- Mots sobre l’home, raccolta di articoli su antropologia biblica (1984). (CA)
- Lineamenti di antropologia biblica. Casale Monferrato. 1986.
- Der Mythos vom männlichen Gott (‘Il mito del Dio maschile’), dentro la tendenza della teologia feminista (1989). (DE)
- Os, 4,7. De la "Doxa" a la "Atimia". Revista Catalana de Teologia, 14. 1989. 41-51.[3]
- El Càntic dels Càntis en els segles XII i XIII: la lectura de Clara d'Assís. Barcelona. 1990.
- I Déu digué.... La paraula feta història. Barcelona. 1995.